# Tarbinskiellus terrificus
Tarbinskiellus terrificus är en insektsart som först beskrevs av Walker, F. 1869.  Tarbinskiellus terrificus ingår i släktet Tarbinskiellus och familjen syrsor. Inga underarter finns listade i Catalogue of Life.